# 地球工学科
地球工学科（ちきゅうこうがっか）は、大学の学科のひとつ。建設・土木工学の計画・設計・施工などの知識・技術修得を目指す教育、研究がおこなわれる。
設置している学校では、資源工学系と土木系の学科を統合して設置されている場合がほとんどである。

## 設置している学校
- 京都大学工学部　地球工学科　-　1996年4月に土木工学科、交通土木工学科、衛生工学科、資源工学科が合併し改組
- 大阪大学工学部　地球総合工学科　-　1998年4月に土木工学科、船舶海洋工学科、建築工学科、環境工学科から改組
- 島根大学総合理工学部　地球資源環境学科
- 北見工業大学工学部　地球環境工学科　エネルギー総合工学コースなど
- 大阪工業大学工学部　都市デザイン工学科地球環境工学　および　情報科学部ネットワークデザイン学科地球環境研究室
- 九州大学工学部には、地球環境工学科があったが、2021年に学科の再編が行われたので、廃止された。